# Colonia Juárez, Oaxaca
Colonia Juárez är en ort i Mexiko.   Den ligger i kommunen San Mateo del Mar och delstaten Oaxaca, i den sydöstra delen av landet, 600 km sydost om huvudstaden Mexico City. Colonia Juárez ligger 8 meter över havet och antalet invånare är 2 803.
Terrängen runt Colonia Juárez är mycket platt.  Närmaste större samhälle är Salina Cruz, 18,8 km väster om Colonia Juárez. 